# Mosquée Bab Berdaine
La mosquée Bab Berdaine (arabe : مسجد باب البرادعين)  est une mosquée qui se trouve dans l'ancienne médina de Meknès au Maroc, construite par l'une des épouses du roi alaouite Moulay Ismail au XVIIIe siècle, Khnata bent Bakkar (arabe : خناثة بنت بكار المعافري), une femme que des historiens qualifient de la première ministre des affaires étrangères au Maroc. 
L'ancienne médina de Meknès est classée au patrimoine mondial de l'UNESCO.

## Histoire
Construite sous le règne du sultan alaouite Moulay Ismail au XVIIIe siècle à l'initiative de la femme notable Khunata bent Bakkar. Cet édifice a été remanié en 2008.

## Architecture
D'une superficie dépassant les 620 m2, la mosquée a été construite selon le style architectural mérinide.

## Drame du 19 février 2010
L'effondrement du minaret vétuste de la mosquée lors de la grande prière du vendredi coûte la vie à une quarantaine de personnes.